# Rawica Stara
Rawica Stara (prononciation : [raˈvit͡sa ˈstara]) est un village polonais de la gmina de Tczów dans le powiat de Zwoleń de la voïvodie de Mazovie dans le centre-est de la Pologne.
Il se situe à environ 5 kilomètres à l'ouest de Tczów (siège de la gmina), 14 kilomètres à l'ouest de Zwoleń (siège du powiat) et 104 kilomètres au sud de Varsovie (capitale de la Pologne).
Le village compte approximativement 460 habitants en 2006.

## Histoire
De 1975 à 1998, le village appartenait administrativement à la voïvodie de Radom.